# Zbigniew Anthony Kruszewski

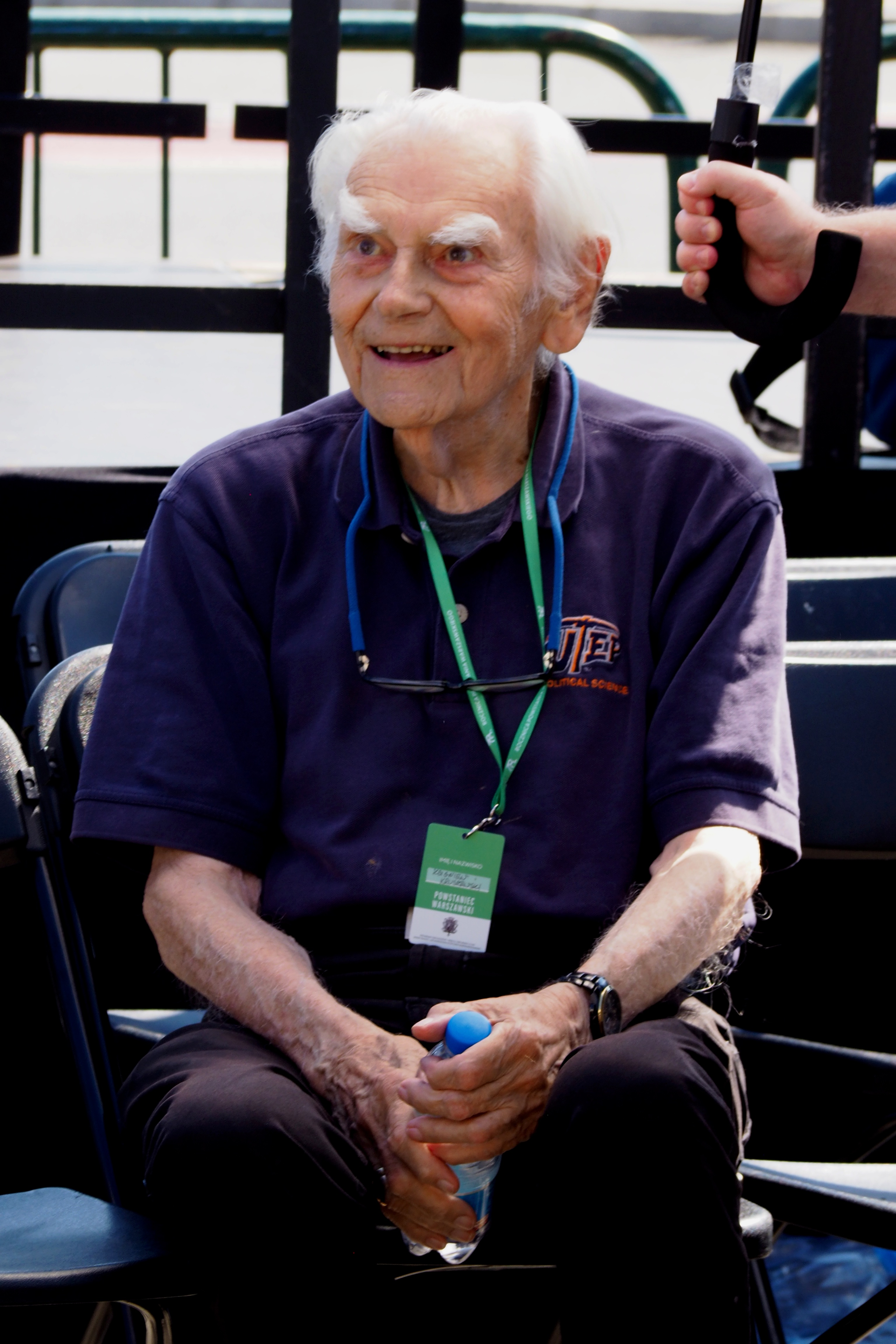
Zbigniew Anthony Kruszewski

Zbigniew Anthony Kruszewski (geboren 27. Juni 1928 in Warschau) ist ein polnisch-US-amerikanischer Politologe.

## Leben
Zbigniew Anthoni Kruszewski war einer von zwei Söhnen des Ingenieurs Tadeusz Kruszewski und der Irena Grabowska. Sein Großvater Antoni Grabowski war ein Esperantist. Nach dem Tod des Vaters 1930 absolvierte seine Mutter eine Ausbildung zur Lehrerin.
Kruszewski besuchte das Gymnasium und seit der deutschen Besetzung Polens eine Untergrundschule. Er schloss sich 1943 der polnischen Pfadfinderorganisation Szare Szeregi an, die im Widerstand zur deutschen Besatzungsmacht stand. Während der deutschen Besatzung wurde seine Großmutter Zofia Dudzińska Kruszewska 1944 im Warschauer Stadtteil Wola von Soldaten des SS-Generals Heinz Reinefarth in einem Massaker lebendig verbrannt, seine Mutter wurde ins KZ Ravensbrück deportiert und ermordet.
Ab dem 2. August 1944 war er Kämpfer im Warschauer Aufstand und war Soldat im Bataillon AK „Miłosz“. Er geriet am 11. Oktober nach der Niederschlagung des Aufstands in das Kriegsgefangenenlager Stammlager X B bei Bremen. Am 29. April 1945 wurde das Lager von kanadischen Truppen befreit, und er schloss sich  in Wilhelmshaven einer Einheit der Polnischen Streitkräfte im Westen an. Als die Soldaten von Frankreich aus nach Polen repatriiert werden sollten, floh er zum 2. Polnischen Korps nach Italien, da er nicht in das nun kommunistische Polen zurückkehren wollte. Dort holte er seinen Schulabschluss in einer von der Armee eingerichteten Schule nach. Er kam nach London in ein Programm des Polish Resettlement Corps, das die Eingliederung der polnischen Soldaten ins Zivilleben organisierte, und absolvierte eine kaufmännische Ausbildung an einem Londoner College.
Kruszewski schloss sich der Emigrantengruppe Polski Ruch Wolnościowy "Niepodległość i Demokracja" an. 1952 gelang ihm die Einwanderung in die USA. Er studierte an der Northwestern University und danach an der University of Chicago, er nahm als Doktorand für Internationale Politik Lehraufträge wahr und wurde 1967 mit einer Dissertation über die Westverschiebung der polnischen Grenzen promoviert. Da er darin eine antisemitische Äußerung des ZK-Mitglieds Andrzej Werblan zitierte, erhielt er eine Zeit kein Visum für das kommunistische Polen. Kruszewski engagierte sich in der Interessenvertretung polnischer Einwanderer und Flüchtlinge im Polish American Congress, dessen Verbände circa 800.000 Mitglieder zählen, und war von 1992 bis 1998 dessen Vizepräsident. Er organisierte die finanzielle Unterstützung für einen Lehrstuhl in polnischer Literatur an der Universität Chicago und gewann dafür die emigrierte Schriftstellerin Maria Kuncewiczowa für die ersten Jahre von 1962 bis 1968.
Kruszewski erhielt 1966 eine Stelle als Assistenzprofessor für Politische Wissenschaften an der State University of New York at Plattsburgh (State University of New York) in Plattsburgh. Er wurde Mitglied der American Political Science Association (APSA), der American Association for the Advancement of Slavic Studies  (AAASS) und der Association for the Study of Nationalities  (ASN). 1968 wechselte er an die University of Texas at El Paso an der Grenze zu Mexiko und wurde dort 1972 zum Full Professor ernannt. Zusammen mit dem Linguisten Jacob Ornstein-Galicia entwickelte er ein bilinguales Studium.
Kruszewski hielt am 1. September 2019, dem 80. Jahrestag  des deutschen Überfalls auf Polen, eine Rede als Zeitzeuge auf dem Askanischen Platz in Berlin.

## Schriften (Auswahl)
- The Oder-Neisse boundary and Poland's modernization : the socioeconomic and political impact. Vorwort Morton A. Kaplan. New York : Praeger, 1972
- Rodolfo O De la Garza; Z Anthony Kruszewski; Tomás A Arciniega (Hrsg.): Chicanos and native Americans : the territorial minorities. Englewood Cliffs, New Jersey : Prentice-Hall, 1973
- Z Anthony Kruszewski; Richard L Hough; Jacob Ornstein-Galicia (Hrsg.): Politics and society in the Southwest : ethnicity and Chicano pluralism. Boulder, Colo. : Westview Press, 1982
- Germany/Poland historical confrontation. Basingstoke : Palgrave Macmillan, 2003
- A LIFE IN THE ACADEMIA UNUSUALLY SHAPED BY WAR AND EXILE. AN AUTOBIOGRAPHY, in: Organon, 44:2012; polnische Fassung des Textes in: Nauka Polska. Jej Potrzeby, Organizacja i Rozwój 19 (44), 2010, S. 219–241, hier als PDF
- Bericht von Zbigniew Anthony Kruszewski am 1. September 2019 auf dem Askanischen Platz in Berlin, bei Deutscher Bundestag